# Font de la Pica
La font de la Pica és una font d'aigua vuitcentista situada a la Plaça Major de Salardú, al municipi de Naut Aran, a la Vall d'Aran, inclosa en l'Inventari del Patrimoni Arquitectònic de Catalunya.

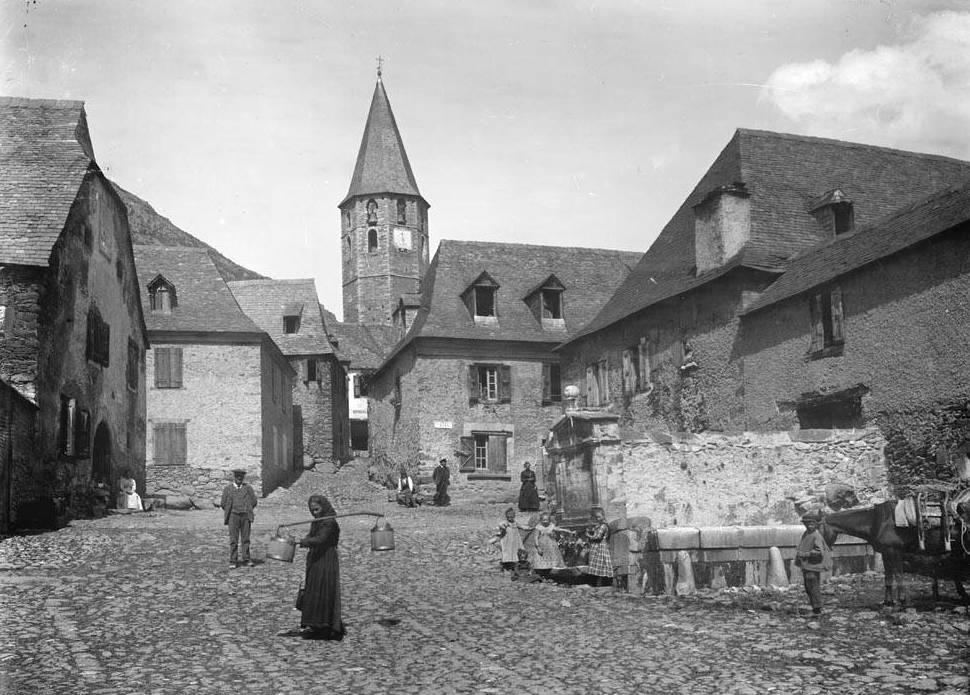
La plaça i la font en una imatge de 1907

## Descripció
La font, d'estil neoclàssic del segle xix, apareix citada per Pascual Madoz que la descriu amb tres brolladors de bronze.
Està composta per tres cossos horitzontals que formen el frontal. En el primer hi ha dos dels brolladors, ornamentats amb motius zoomòrfics. En el segon i més desenvolupat, compareixen pilastres a banda i banda suportant un entaulament que corona una màscara i al capdamunt un floró. En el centre del frontó hi ha una fornícula, que ha perdut la imatge, i als costats dos florons gravats, en correspondència amb les motllures de les pilastres que imiten capitells. Al darrere s'ha conservat un rentador de la vogada —o pica— d'obra de paret, amb una motllura en la part superior i dos forats circulars en el front.